# Blood on the Dance Floor: HIStory in the Mix
Blood on the Dance Floor: HIStory in the Mix là một album phối lại của nghệ sĩ thu âm người Mỹ Michael Jackson, phát hành ngày 20 tháng 5 năm 1997 bởi Epic Records và là album thứ hai được phát hành bởi hãng thu âm riêng của Jackson, MJJ Productions. Album bao gồm tám bản phối lại từ những bài hát trích từ album phòng thu trước của Jackson, HIStory (1995), và 5 bài hát mới. Jackson chủ yếu tham gia sản xuất những bản thu âm mới, trong khi các bản phối lại được sản xuất bởi những nghệ sĩ khác. Những bài hát mới chủ yếu đề cập đến những vấn đề như nghiện thuốc, tình dục và các mối quan hệ, và hoang tưởng.
Blood on the Dance Floor: HIStory in the Mix không được Jackson quảng bá rộng rãi, đặc biệt là tại Hoa Kỳ. Tuy nhiên, một bộ phim, hai đĩa đơn ("Blood on the Dance Floor" và "HIStory/Ghosts") và ba video ca nhạc đã được phát hành cho album.
Album nhận được những phản ứng trái chiều từ các nhà phê bình âm nhạc, nhưng gặt hái nhiều thành công về mặt thương mại, đứng đầu các bảng xếp hạng ở Bỉ (Flanders), Pháp, Hà Lan, New Zealand và Vương quốc Anh. Nó đã bán được 6 triệu bản trên toàn thế giới, trở thành album phối lại bán chạy nhất mọi thời đại. Nhiều nhà phê bình đương đại cho rằng những đánh giá về album đã ngày một thuận lợi hơn theo thời gian và cảm thấy album có thể đạt được nhiều thành công hơn; họ cho rằng việc quan tâm đến những câu chuyện từ những tờ báo lá cải về đời sống riêng tư của Jackson đã lấn át những thành tựu âm nhạc của ông sau này.

## Danh sách bài hát
| STT | Nhan đề                                                        | Sáng tác                                                      | Thời lượng |
| --- | -------------------------------------------------------------- | ------------------------------------------------------------- | ---------- |
| 1.  | "Blood on the Dance Floor"                                     | Michael Jackson, Teddy Riley                                  | 4:11       |
| 2.  | "Morphine" (trình diễn guitar bởi Slash)                       | Michael Jackson                                               | 6:29       |
| 3.  | "Superfly Sister"                                              | Michael Jackson, Bryan Loren                                  | 6:27       |
| 4.  | "Ghosts"                                                       | Michael Jackson, Teddy Riley                                  | 5:13       |
| 5.  | "Is It Scary"                                                  | Michael Jackson, James Harris III, Terry Lewis                | 5:35       |
| 6.  | "Scream Louder (Flyte Tyme Remix)" (song ca với Janet Jackson) | James Harris III, Terry Lewis, Michael Jackson, Janet Jackson | 5:27       |
| 7.  | "Money (Fire Island Radio Edit)"                               | Michael Jackson                                               | 4:22       |
| 8.  | "2 Bad (Refugee Camp Mix)" (hợp tác với John Forté)            | Michael Jackson, Bruce Swedien, René Moore, Dallas Austin     | 3:32       |
| 9.  | "Stranger in Moscow (Tee's In-House Club Mix)"                 | Michael Jackson                                               | 6:55       |
| 10. | "This Time Around (D.M. Radio Mix)"                            | Michael Jackson, Dallas Austin                                | 4:05       |
| 11. | "Earth Song (Hani's Club Experience)"                          | Michael Jackson                                               | 7:55       |
| 12. | "You Are Not Alone (Classic Club Mix)"                         | R. Kelly                                                      | 7:38       |
| 13. | "HIStory (Tony Moran's HIStory Lesson)"                        | Michael Jackson, James Harris III, Terry Lewis                | 8:00       |

## Xếp hạng và chứng nhận
| Bảng xếp hạng (1997)                     | Vị trí cao nhất |
| ---------------------------------------- | --------------- |
| Album Úc (ARIA)                          | 2               |
| Album Áo (Ö3 Austria)                    | 2               |
| Album Bỉ (Ultratop Vlaanderen)           | 1               |
| Album Bỉ (Ultratop Wallonie)             | 2               |
| Album Canada (Billboard)                 | 16              |
| Cộng hòa Séc (ČNS IFPI)                  | 21              |
| Đan Mạch (Hitlisten)                     | 1               |
| Châu Âu (Top 100)                        | 1               |
| Album Phần Lan (Suomen virallinen lista) | 3               |
| Album Pháp (SNEP)                        | 1               |
| Album Đức (Offizielle Top 100)           | 2               |
| Album Hungaria (MAHASZ)                  | 5               |
| Ý (Hit Parade)                           | 4               |
| Ireland (IRMA)                           | 2               |
| Nhật (Oricon)                            | 10              |
| Malaysia (RIM)                           | 2               |
| Album New Zealand (RMNZ)                 | 1               |
| Album Na Uy (VG-lista)                   | 2               |
| Album Hà Lan (Album Top 100)             | 1               |
| Album Scotland (OCC)                     | 5               |
| Album Thụy Điển (Sverigetopplistan)      | 4               |
| Album Thụy Sĩ (Schweizer Hitparade)      | 2               |
| Tây Ban Nha (PROMUSICAE)                 | 1               |
| Album Anh Quốc (OCC)                     | 1               |
| Album Hoa Kỳ Billboard 200               | 24              |
| Album Hoa Kỳ Top R&B/Hip-Hop (Billboard) | 12              |

| Bảng xếp hạng (1997)               | Vị trí |
| ---------------------------------- | ------ |
| Australian Albums (ARIA)           | 65     |
| Belgian Albums (Ultratop Flanders) | 27     |
| Belgian Albums (Ultratop Wallonia) | 20     |
| Danish Albums (Hitlisten)          | 14     |
| Dutch Albums (MegaCharts)          | 12     |
| Europe (European Hot 100 Albums)   | 13     |
| French Albums (SNEP)               | 22     |
| German Albums (Offizielle Top 100) | 19     |
| Italian Albums (Hit Parade)        | 43     |
| New Zealand (Recorded Music NZ)    | 38     |
| Swiss Albums (Schweizer Hitparade) | 17     |
| UK Albums (OCC)                    | 70     |

## Chứng nhận
| Quốc gia                                                                           | Chứng nhận | Số đơn vị/doanh số chứng nhận |
| ---------------------------------------------------------------------------------- | ---------- | ----------------------------- |
| Úc (ARIA)                                                                          | Bạch kim   | 70.000^                       |
| Canada (Music Canada)                                                              | Vàng       | 50.000^                       |
| Phần Lan (Musiikkituottajat)                                                       | Vàng       | 23,162                        |
| Đức (BVMI)                                                                         | Vàng       | 445,000                       |
| Hồng Kông (IFPI Hồng Kông)                                                         | Bạch kim   | 20.000*                       |
| New Zealand (RMNZ)                                                                 | Bạch kim   | 15,000^                       |
| Ba Lan (ZPAV)                                                                      | Bạch kim   | 50,000*                       |
| Tây Ban Nha (PROMUSICAE)                                                           | Bạch kim   | 100.000^                      |
| Thụy Sĩ (IFPI)                                                                     | Bạch kim   | 50.000^                       |
| Anh Quốc (BPI)                                                                     | Bạch kim   | 300.000^                      |
| Hoa Kỳ (RIAA)                                                                      | Bạch kim   | 1.000.000^                    |
| * Chứng nhận dựa theo doanh số tiêu thụ. ^ Chứng nhận dựa theo doanh số nhập hàng. |            |                               |